# Cuscomys
Cuscomys es un género de roedores de la familia Abrocomidae encontrados en la Cordillera de los Andes en la zona de Cuzco, Perú. El género contiene 2 especies.

## Especies
- Cuscomys ashaninka su descubrimiento en el distrito de Vilcabamba llevó a la creación del género en 1999.[1]
- Cuscomys oblativus eran antiguamente clasificadas como Abrocoma oblativus, pero fueron reasignadas.[2] Algunos las consideran extintas, aunque ha habido avistamientos recientes en la zona de Machu Picchu.[3][4]